# Riddarfalken från Malta (roman)
Riddarfalken från Malta (originaltitel: The Maltese Falcon), även översatt med titeln Malteserfalken, är en detektivroman skriven av Dashiell Hammett, ursprungligen utgiven som följetong i tidskriften Black Mask, med start i september 1929. Den utspelar sig i San Francisco.
Romanen har filmatiserats flera gånger, bland annat 1931, 1936 och 1941. John Hustons version från 1941, med Humphrey Bogart i huvudrollen som Sam Spade, är den mest kända.
Den släpptes bland annat som ljudbok 2001 och sändes 2009 i BBC Radio 7.

### Fotnoter
1. ↑  The Crown crime companion : the top 100 mystery novels of all time / selected by the Mystery Writers of America ; annotated by Otto Penzler ; compiled by Mickey Friedman. (på engelska), kontrollnummer i USA:s kongressbiblioteks katalog: 94043825.[källa från Wikidata]
2. ↑  läs online, www.librarything.com , ”Works (100) / Order 2 / The Maltese Falcon by Dashiell Hammett”.[källa från Wikidata]
3. ↑  ”Dashiell Hammett's The Maltese Falcon”. BBC. http://www.bbc.co.uk/programmes/b00mdwjf. Läst 3 september 2009.